# Триплатинаиндий
Триплатинаиндий — бинарное неорганическое соединение
платины и индия
с формулой InPt3,
кристаллы.

## Получение
- В природе встречается минерал йиксунит (исюньит) — InPt3 [1].

- Сплавление стехиометрических количеств чистых веществ:

{\displaystyle {\mathsf {3Pt+In\ {\xrightarrow {1458^{o}C}}\ InPt_{3}}}}

## Физические свойства
Триплатинаиндий образует кристаллы
кубической сингонии,
пространственная группа P m3m,
параметры ячейки a = 0,3992 нм, Z = 1,
структура типа тримедьзолота AuCu3.
.
Соединение образуется по перитектической реакции при температуре 1458°С
и имеет область гомогенности 71÷76 ат.% платины.